# Taxiphyllum eberhardtii
Taxiphyllum eberhardtii là một loài Rêu trong họ Hypnaceae. Loài này được (Broth. & Paris) Broth. miêu tả khoa học đầu tiên năm 1925.